# Шраддха Капур
Шраддха Капур (англ. Shraddha Kapoor, гінді श्रद्धा कपूर; нар. 3 березня 1987 року в Мумбаї, Індія) — індійська акторка, співачка та модель.

## Біографія
Шраддха Капур народилася 3 березня 1987 року в родині відомого індійського актора Шакті Капура і співачки Шівангі Капур (до шлюбу Колхапур). Вона є племінницею відомої боллівудської акторки Падміні Колхапур (англ. Padmini Kolhapure) і менш відомої акторки Теджасвіні Колхапур (англ. Tejaswini Kolhapure).
Акторка є другою дитиною в сім'ї, її старший брат Сіддхант (англ. Siddhant Kapoor), який працював раніше діджеєм і асистентом режисера, також почав зніматися в кіно і в 2013 році дебютував у фільмі «Перестрілка в Вадалів». 
Шраддха вчилася в приватній школі Jamnabai Narsee School в Мумбаї, а після вступила в Бостонський університет на театральне відділення. Після першого курсу кинула навчання, щоб почати акторську кар'єру.